# Andriej Kułagin
Andriej Michajłowicz Kułagin (ros. Андрей Михайлович Кулагин, ur. 4 września 1921 w Starym Zakrużu w obwodzie homelskim, zm. 8 sierpnia 1980 w Mińsku) – radziecki lotnik wojskowy, pułkownik, Bohater Związku Radzieckiego (1944).

## Życiorys
Skończył 7 klas szkoły w Mohylewie, od 1936 pracował jako ślusarz, w 1939 ukończył mohylewski aeroklub, od 1940 służył w Armii Czerwonej. W 1942 skończył wojskową szkołę pilotów, od lipca 1942 brał udział w wojnie z Niemcami, od 1943 należał do WKP(b), walczył na Froncie Południowym, Zakaukaskim, Północno-Kaukaskim i 2 Białoruskim. Do lutego 1944 jako zastępca dowódcy eskadry 249 myśliwskiego pułku lotniczego 229 Myśliwskiej Dywizji Lotniczej 4 Armii Powietrznej wykonał 320 lotów bojowych, stoczył 106 walk powietrznych, w których strącił osobiście 22, a w grupie 4 samoloty wroga. Łącznie w czasie wojny wykonał 762 loty bojowe, w 142 walkach powietrznych strącił osobiście 32 i w grupie 7 samolotów wroga. W 1945 ukończył wyższe kursy oficerskie sił powietrznych, a w 1954 Akademię Wojskowo-Powietrzną, w 1955 zakończył służbę w stopniu pułkownika. W 1959 został instruktorem rejonowego komitetu KPB w Mińsku, a w 1961 instruktorem i kierownikiem Wydziału Organów Administracyjnych KC KPB. Był deputowanym do Rady Najwyższej Białoruskiej SRR 2 kadencji.

## Odznaczenia
- Złota Gwiazda Bohatera Związku Radzieckiego (1 lipca 1944)
- Order Lenina (1 lipca 1944)
- Order Czerwonego Sztandaru (trzykrotnie - 5 kwietnia 1943, 15 kwietnia 1944 i 16 kwietnia 1945)
- Order Aleksandra Newskiego (16 kwietnia 1945)
- Order Wojny Ojczyźnianej I klasy (14 lipca 1943)
- Order Czerwonej Gwiazdy (30 grudnia 1956)
- Medal „Za zasługi bojowe”
- Medal 100-lecia urodzin Lenina
- Medal „Za zwycięstwo nad Niemcami w Wielkiej Wojnie Ojczyźnianej 1941–1945”
- Medal „Za obronę Kaukazu”
- Medal „Za zdobycie Królewca”
- Medal „Weteran pracy”
- Medal jubileuszowy „30 lat Armii Radzieckiej i Floty”
- Medal jubileuszowy „50 lat Sił Zbrojnych ZSRR”